# Kabinetstuk
Een kabinetstuk is een klein schilderij, meestal niet groter dan zestig cm in iedere richting, met over het algemeen historische of Bijbelse onderwerpen. Ze werden tijdens de 17e eeuw in grote aantallen in de Zuidelijke Nederlanden gecreëerd door meestal anoniem gebleven kunstenaars.
Schilders zoals Jan Brueghel de Oude, Hendrik van Balen, Frans Francken (II) en Hendrik de Clerck waren succesvolle kabinetschilders gedurende de eerste helft van de 17e eeuw. Hun werk maakt deel uit van de Vlaamse barokschilderkunst. Zij en ook de volgelingen van Adam Elsheimer zoals David Teniers I bleven voor een stuk gevangen in de tendensen van het maniërisme. Onder invloed van Peter Paul Rubens deed de barokstijl zijn intrede in deze kleine doeken. Schilders zoals Frans Wouters, Jan Thomas van Ieperen, Simon de Vos, Pieter van Lint en Willem van Herp zijn enkele van hen. Deze kabinetstukken verkocht men overal in Europa en via Spanje in Latijns-Amerika.

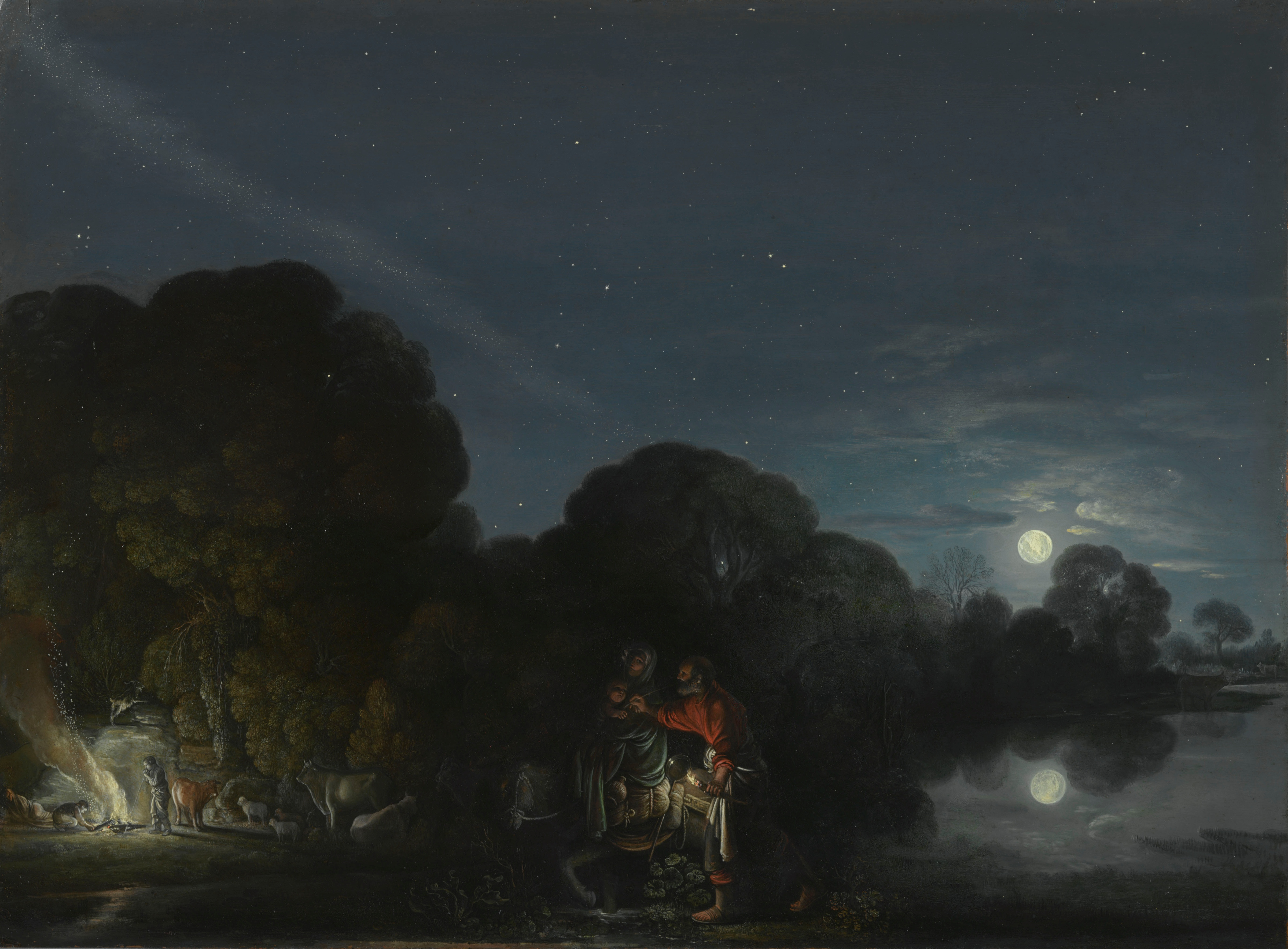
Vlucht naar Egypte van Adam Elsheimer, doek 31 x 42 cm
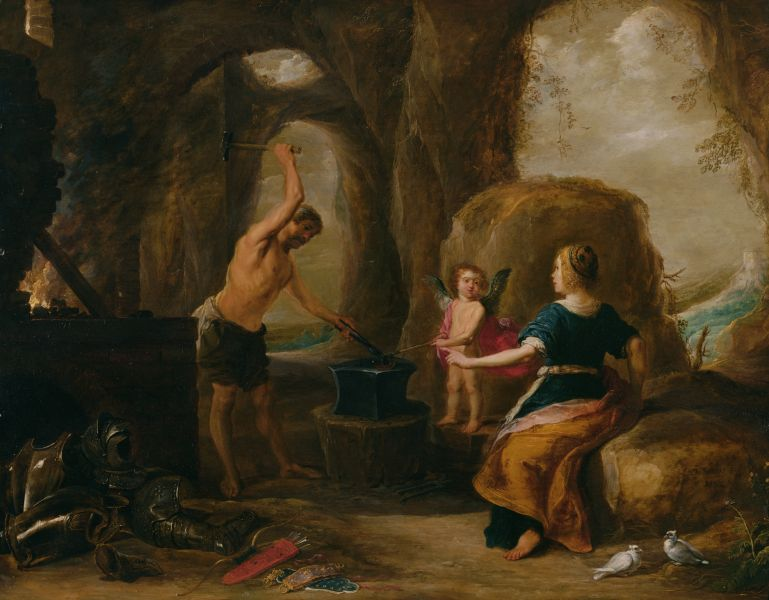
Venus bezoekt de smidse van Vulcanus van David Teniers I, doek 47 x 60 cm
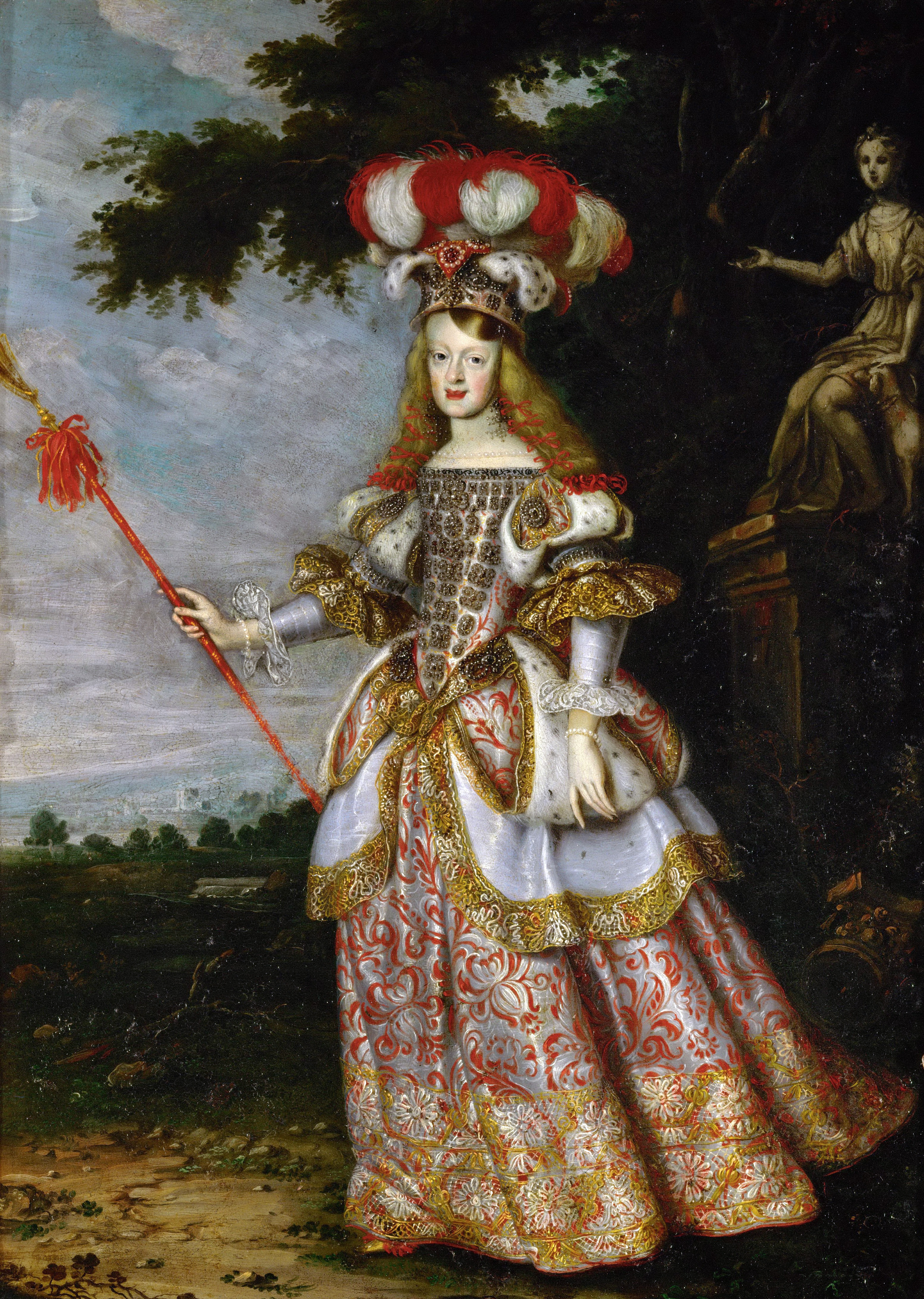
Infante Margaretha-Theresa van Jan Thomas van Ieperen, doek 33 x 24 cm
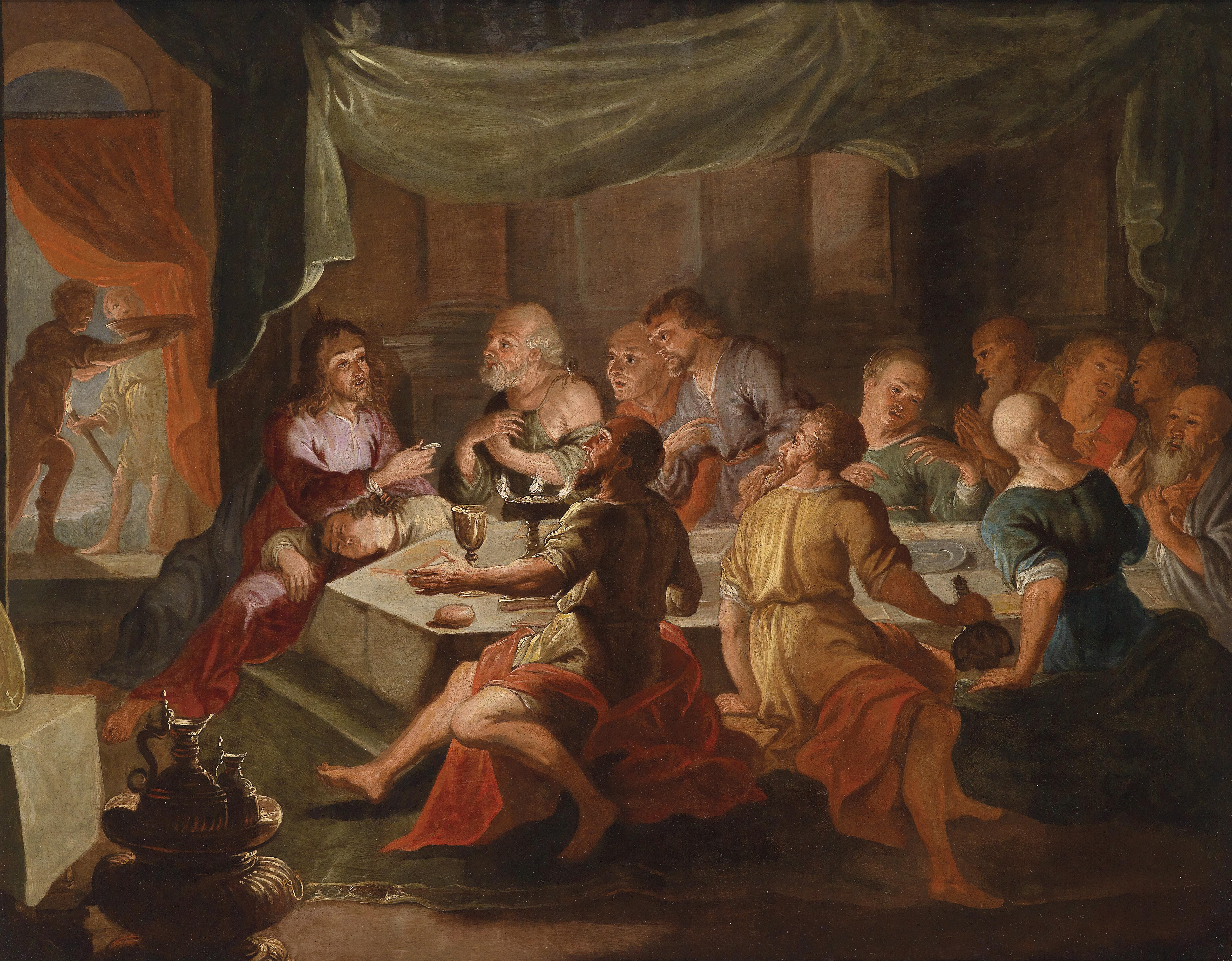
Het laatste avondmaal van Willem van Herp, olieverf op koper 50 x 64,5 cm